# Braunia schimperianum
Braunia schimperianum är en bladmossart som beskrevs av Georg Friedrich von Jaeger 1876. Braunia schimperianum ingår i släktet Braunia och familjen Hedwigiaceae. Inga underarter finns listade i Catalogue of Life.